# Rally Due Valli

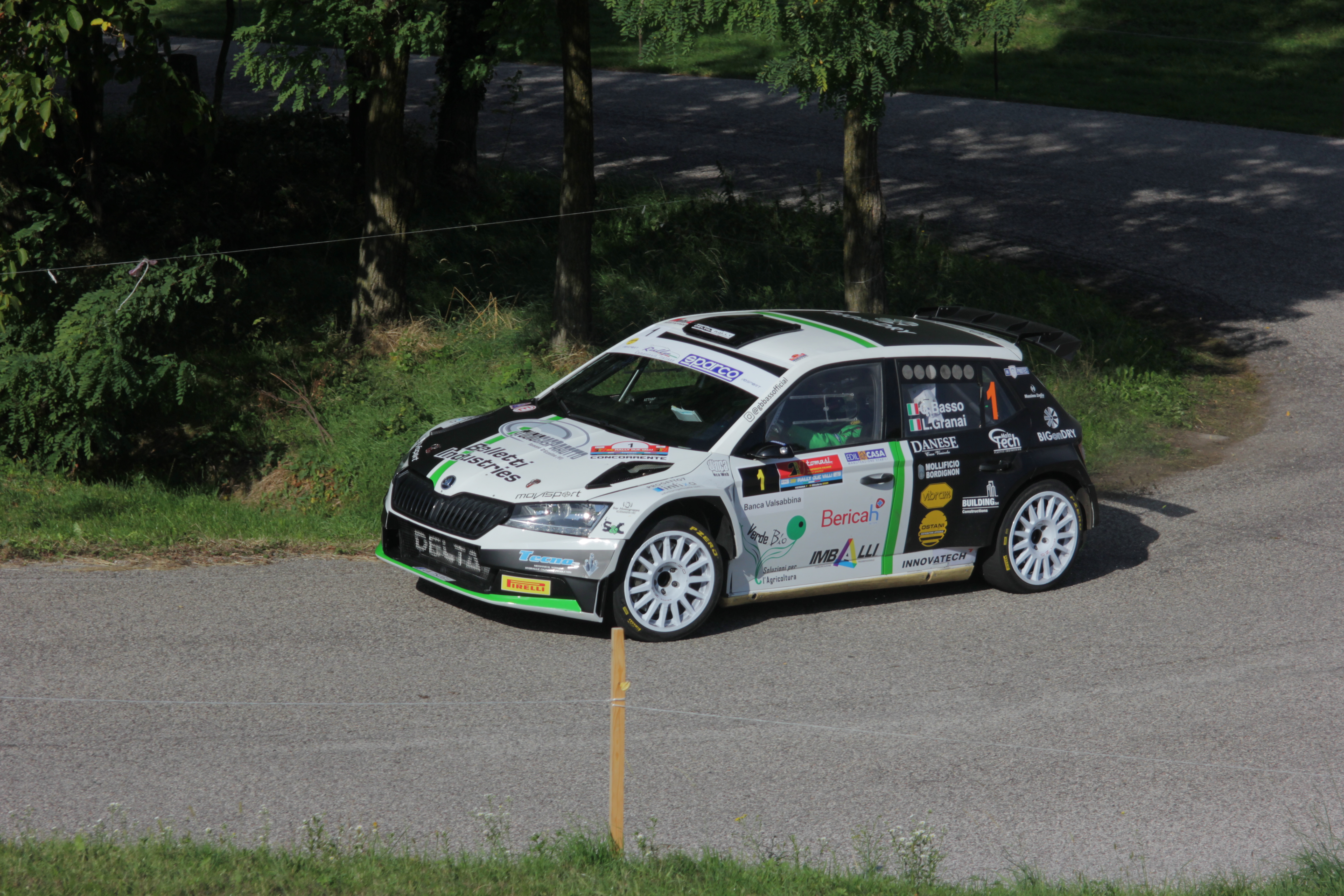
Giandomenico Basso all'edizione del 2021

Il Rally Due Valli è un rally automobilistico che si tiene annualmente a Verona, ideato dall'Automobile Club Verona nel 1972. Per molti anni è stata una tappa del Campionato Italiano Rally, tuttavia l'edizione 2023 è valida per il Campionato italiano Rally su asfalto.

## Albo d'oro
| Anno        | Denominazione       | Vincitori                | Auto                       | Validità             |
| ----------- | ------------------- | ------------------------ | -------------------------- | -------------------- |
| 1972        | 1º Rally Due Valli  | Fulvio Bacchelli         | Posche 911 S               | CIR                  |
| 1973        | 2° Rally Due Valli  | Giacomo Pelganta         | Lancia Fulvia 1.6 Coupé HF | CIR                  |
| 1974        | 3º Rally Due Valli  | Pietro Polese            | Alpine-Renault A110        | CIR                  |
| 1975        | 4º Rally Due Valli  | Antonio Fassina          | Lancia Stratos HF          | CIR                  |
| 1976        | 5º Rally Due Valli  | Renzo Magnani            | Lancia Stratos HF          | CIR                  |
| 1977        | 6º Rally Due Valli  | Luigi Dalla Pozza        | Porsche Carrera RS         | CIR                  |
| 1978        | 7º Rally Due Valli  | Alessandro Cola          | Lancia Stratos HF          | CIR                  |
| 1979        | 8º Rally Due Valli  | Giovanni Casarotto       | Lancia Stratos HF          | CIR                  |
| 1980        | 9º Rally Due Valli  | Aldo Fasan               | Opel Kadett GT/E           | CIR                  |
| 1981        | 10º Rally Due Valli | Giovanni Casarotto       | Fiat 131 Abarth            | CIR                  |
| 1982        | 11º Rally Due Valli | Franco Leoni             | Lancia Stratos HF          | CIR                  |
| 1983        | 12º Rally Due Valli | Livio Lupidi             | Renault 5 Turbo            | CIR                  |
| 1984        | 13º Rally Due Valli | Graziano Quartesan       | Porsche 911 SC             | CRZ                  |
| 1985        | 14º Rally Due Valli | Orlando Redolfi          | Porsche 911 SC             | IRC                  |
| 1986        | 15º Rally Due Valli | Giacomo Bossini          | Lancia 037                 | CIR                  |
| 1987        | 16º Rally Due Valli | Lugi "Lucky" Battistolli | Lancia 037                 | CIR                  |
| 1988        | 17º Rally Due Valli | Andrea Zanussi           | BMW M3 E30                 | Alpe Adria Rally Cup |
| 1989        | 18º Rally Due Valli | Gianfranco Cunico        | Ford Sierra RS Cosworth    | Alpe Adria Rally Cup |
| 1990 - 1999 | Non disputato       | Non disputato            | Non disputato              | Non disputato        |
| 2000        | 19° Rally Due Valli | Vanio Pasquali           | Subaru Impreza WRC         | IRC                  |
| 2001        | 20º Rally Due Valli | Vanio Pasquali           | Subaru Impreza WRC         | MRC                  |
| 2002        | 21º Rally Due Valli | Pietro Zumerle           | Subaru Impreza WRC         | MRC                  |
| 2003        | 22º Rally Due Valli | Vanio Pasquali           | Toyota Corolla WRC         | MRC                  |
| 2004        | Non disputato       | Non disputato            | Non disputato              | Non disputato        |
| 2005        | 23º Rally Due Valli | Giorgio De Tisi          | Peugeot 206 WRC            | IRC                  |
| 2006        | 24º Rally Due Valli | Giorgio De Tisi          | Peugeot 206 WRC            |                      |
| 2007        | 25º Rally Due Valli | Emanuele Garosci         | Subaru Impreza S10 WRC     | IRC                  |
| 2008        | 26º Rally Due Valli | Giorgio De Tisi          | Citroën Xsara WRC          | IRC                  |
| 2009        | 27º Rally Due Valli | Giorgio De Tisi          | Citroën Xsara WRC          | IRC                  |
| 2010        | 28° Rally Due Valli | Emanuele Arbetti         | Peugeot 207 S2000          | CRZ                  |
| 2011        | 29° Rally Due Valli | Umberto Scandola         | Ford Fiesta S2000          | CRZ                  |
| 2012        | 30° Rally Due Valli | Luca Cantamessa          | Ford Fiesta S2000          | CRZ                  |
| 2013        | 31° Rally Due Valli | Paolo Porro              | Ford Focus RS WRC          | TRA                  |
| 2014        | 32° Rally Due Valli | Paolo Andreucci          | Peugeot 208 T16            | CIR                  |
| 2015        | 33° Rally Due Valli | Umberto Scandola         | Škoda Fabia R5             | CIR                  |
| 2016        | 34° Rally Due Valli | Paolo Andreucci          | Peugeot 208 T16            | CIR                  |
| 2017        | 35° Rally Due Valli | Luca Rossetti            | Škoda Fabia R5             | CIR                  |
| 2018        | 36° Rally Due Valli | Luca Rossetti            | Hyundai i20 NG R5          | CIR                  |
| 2019        | 37° Rally Due Valli | Andrea Crugnola          | Volkswagen Polo R5         | CIR                  |
| 2020        | 38° Rally Due Valli | Umberto Scandola         | Hyundai i20 Coupe WRC      | CIR                  |
| 2021        | 39° Rally Due Valli | Giandomenico Basso       | Škoda Fabia R5             | CIR                  |
| 2022        | 40° Rally Due Valli | Andrea Crugnola          | Citroën C3 RC              | CIR                  |
| 2023        | 41° Rally Due Valli | Stefano Albertini        | Škoda Fabia Evo rally2     | CIRAS                |
| 2024        | 42° Rally Due Valli | Andrea Crugnola          | Citroën C3 Rally2          | CIR                  |
| 2025        | 43° Rally Due Valli | Giandomenico Basso       | Škoda Fabia RS Rally2      | CIR                  |